# Matricula nobilium

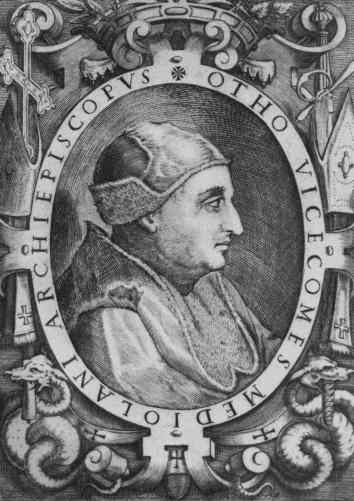
O arcebispo Ottone Visconti

Brasão de Armas da Família Torriani

Matricula nobilium MCCLXXVII AD é um documento editado em 20 de abril de 1277 pelo arcebispo de Milão Ottone Visconti (1262-1295) com uma relação metódica e descritiva das famílias da nobreza de Milão, em sua maior parte pertencentes à aristocracia, classificadas segundo sua distinção e a facção a que apoiovam: Os Visconti ou os Della Torre (ou Torriani) (as duas famílias que à época eram as que tinham o domínio sobre a cidade de Milão). 
Com este édito, Ottone estabeleceu o direito exclusivo all'Ordinalato Metro Milan e representou uma completa e verdadeira da nobreza, e dos títulos de nobreza. Compreendia este documento duas centenas de famílias, fossem os aliados aos Visconti ou aos Della Torre.

## Família incluídas noMatricula Nobilium
O assim chamado Matricula Nobilium, foi emitido em 20 de abril de 1277 . Nele esta expressa, em uma lista detalhada, a relação de todas as famílias nobres de Milão No "entre parênteses" estão indicadas as posições sociais e / ou políticas ocupadas por estas famílias e aquelas que pertenciam às casas menores. Muitas destas familias, ou a sua grande maioria, igualmente se encontra elencada no Livro de Ouro da nobreza italiana e Livro de Ouro da nobreza do Mediterrâneo.

### Fieis aos Visconti
- Ajroldi de Robbiate, Aliprandi, Alzate, Amiconi, Annoni, Amici, Appiano, Arconati (nobre), Arimero o Ariverio, Arzago (nobre), Arzon, Avvocati;
- Baggi, Balbi, Baldizoni, Barni (não lodigianese), Becaloè, Beolchi, Bernareggi, Bescapè (nobre), Besozzi, Bianchi da Velate, Biffi, Birago, Biumo (superior por privilégio), Bizzozero, Borri, Bosi (da casa de D. Giacomo), Bossi, Bossi d'Azzate, Brioschi, Brivio (por privilégio), Bulgaroni, Busnati, Busti (nobre), Butti;
- Caccarani, Caccatossici, Cagnoli, Cagnoli de Cassano Magnano, Caimbasilica, Caimo, Calco, Cani, Capelli, Caponago, Capponi, Carcano, Cardano, Carnisio ou Cornisio, Carpano, Carrugo, Casate, Cassina, Castelletto, Castelletto de Cernuschi, Castiglioni, Castiglioni de Cardano, Cattanei de Busto Arsiszio detti de Vitada, Cazoli, Cepi, Cimaliano ou Cimiliano (por privilégio), Confalonieri, Conradi, Conti de Castel Seprio, Coradi, Corbi, Corradi, Cotta, Creppa, Crivelli, Crivelli de Parabiago, Crivelli de Uboldo, Crivelli de Nerviano, Cuccimi, Curtesella, Curti, Cutica
- Dardoni ou Dardanoni (por privilégio), Daverio, Derni ou Dervi (nobre), Desio, Dugnani (nobre);
- Fagnano, Figino (nobre), Foppa;
- Gattoni (por privilégio), Geroni, Ghiringhelli de Carono, Ghiringelli de Bollate e Treno, Gianoli (por privilégio), Giudici de Castegnate Guaschi de Belluno, Guffredi de Omate (por privilégio);
- Hoe (nobre), Homodei (por privilégio),
- Imbersago (nobre);
- Lampugnani, Landriani, Landriani (nobre), Litta, Liuni;
- Majorala, Mandelli, Mantegazza, Marinoni, Marnate, Marri, Martignoni de Boladello, Martigoni de Reate, Matreano ou Matrignano, Mayneri, Medici, Medici de Alajrate, Medici de Casareto, Medici de Masigia(Nosigio, Medici de Porta Ticinese, Mendozi, Meraviglia, Merosi, Moirola;
- Nasi;
- Oldrendi de Legnano, Olgiati de Olona, Orelli de Albiano, Orelli de Milano, Ozino (por privilégio);
- Pandolfi, Parravicini de Bucinigo, Porazi, Perdeperi, Perego, Petroni de Bernareggio, Petroni de Cernusco, Piatti, Pietrasanta, Pirovano, la Porta (por privilégio), Porta Romana (nobre), Pozzobonelli, Prata (por privilégio), Pusterla,
- Regnis (por privilégio), Riboldi de Besana, Ricchi, Rugoli ou Ruzzoli, Rusconi (cidadão milanês);
- Sacchi, Sacchi de Bucinigo, Sala, Salvatici, Scaccabarozzi, Segazzoni, Sessa do Luogo de Sera (Pieve Travalia);
- Sesto (nobre), Settala (nobre), Sirtori (patrício), Solbiate, Soresina (nobre), Spanguti ou Spanzuti (da casa de Curione (por privilégio), Stampa (por privilégio), Tabazi de Castelnovate, Teaglio, Terzago, Torre, Tridi, Trivulzio, Turate (nobre), Vagliani, pequeno nobre de Serio e de Sesto, Visconti, Visconti de Invorio, Visconti de Oleggio, Visconti de Origio Castello, Visconti de Cobiano, Visconti de Saronno, Vimercati (nobres de Morosii, da casa do senhor Giovanni), Vimercati (da casa de Guidolo) (por privilégio), Vigonzoni, Villani, Vismara (por privilégio), Vitudoni, Zeno, Zerbi (por privilégio), Zoti.

### Fiéis aos Della Torre
- Adami, Agliati, Albani (vassalo), Alberio, Alberti, Algisii, Andrendi, Antixiti, Archinto, Arluni, Arrigoni;
- Balsamo, Baxabellera, Beccaria, Benagli, Bianconi, Boccardi, Boltrafii, Bonate (nobre), Borcii (vassalo), Borsano, Boxabellera, Buffa, Businate, Bussaro (pequeno nobre), Butti da Businate;
- Calvenzani, Calvi, Camilli, Canturio Carate, Carbone della Croce, Carinate, nobre, Carlotto, Castano, Castello, Cazzaghi (vassalo), Cernuschi, Cigada, Concorezzo (vassalo), Consorici (nobre), Corj, Cortedini, Cortelli, Corteselli, Cotici, Crespi, Croce (nobre), Castel Rosini, Castel Seprio, Castiglioni (nobre);
- Erba, Feroldi, Ferrari de Agrate (nobre);
- Gambaro, Gattagrossa, Gazzoli, Ghirlanda, Giudici, Grassi (nobre), Greci (vassalo), Grifo, Guandeca, Guercio, Guidi;
- Incino, Incoardi, Intimiano;
- Lavelli (nobre), Licafodri (vassalo), Licurti, Locarno;
- Maggi, Malasterna, Malcalzati, Manzi, Martiani da Mazate, Melzate (nobre), Mendozzi, Moneta, Monza, Monzini, Mora, Moriggia, Moroni, Muzzani;
- Negri;
- Oldani, Oliva, Oscio, dell'Ossa, dell'Ostiolo (nobre), Otazi;
- Pachemeri, Pagani (pequeno nobre), Pajrana, Palazzi (pequeno nobre), Paliari, Parravicino, Patrono, Pietra (nobre), Pizzali, Porenzoni (nobre), della Porta Ticinese (nobre), Portenari (nobre), del Pozzo, Prealoni (vassalo);
- Rabula (vassalo), Renzoni, Resenghi, Ricci, Romani (nobre), Rotti, Rovelli, Rozoli ou Rizoli;
- Sala, Samenega, Samarate (nobre), Sannazari, Scala (nobre), Serazoni, Sozzi, Sichei (vassalo), Sironi (vassalo), Soma, Sondri (nobre), Sopra l'Acqua, Sottochiesa, Spanzotta;
- Terebiago, Tolla (nobre), della Torre, Trincheri, Trisini, Trivelli, Trotti, Tuoni;
- Valle (pequeno nobre), Vesano, Velate, Vigini (nobre), Vigoni, Villa (nobre), Villa de Urso (nobre).

## Termos traduzidos
- vassalli > Vassalo
- Valvassori > Senhor feudal ou pequeno nobre
- Capitanei > Nobre

## Contexto histórico
A disputa pela posse política e eclesiástica de Milão envolvia várias famílias em torno das duas principais: os Visconti e os Torriani. As relações tensas, as disputas e todo o jogo de intrigas, teve seu ponto mais grave (politicamnete falando) quando em 22 de julho de 1262 Otto Visconti foi nomeado arcebispo de Milão, pelo papa Urbano IV, frustrando as expectativas dos Torriani, e de Raimundo della Torre, bispo de Como (1261-1274), filho de Pagano della Torre, o Senhor de Milão. A nomeação foi formalmente contestado com base em alegados envolvimentos heréticos pelos Visconti e, segundo as quais eles eram seguidores dos cátaros. Os boatos disseminados pelos Torriani, fomentavam o ódio sectário entre o populacho. O que lhes interessava era, obviamente, o controle de propriedades da rica igreja de Milão. Tentavam assim enobrecer o conflito, dando-lhe as vestes de uma espécie de cruzada em defesa da verdadeira fé - uma exploração impiedosa das divisões religiosas que lembra tanto um com o qual hoje em dia muitos massacres são justificadas - Por falsas acusações de alta traição, o governo de Milão, os Visconti começou oficialmente a perseguir a todos os seus apoiantes, espropriando os bens destes e enviá-los para o exílio, e foi então que a batalha política tornou-se militar e tudo culminou com a Guerra Civil.
O desfecho final de tudo isso foi a Batalha de Desio, realizada em Desio, em 21 de janeiro de 1277, entre os Della Torre e os Visconti e os partidários destes, os quais tentavam apoderar-se do controle de Milão e de seus subúrbios.
A conclusão foi que a batalha foi ganha pelos Visconti, Francesco della Torre foi morto e seu irmão Napo della Torre, o Senhor de Milão, foi feito prisioneiro para ser levado para morrer aprisionado na torre do Castel Baradello em Como.
Para eternizar o ocorrido, o arcebispo Ottone Visconti, em seguida, destacou os feitos vitoriosos no poema em latim Liber de rebus gestis in civitate Mediolani..
E, embora possa parecer à primeira vista, uma das muitas batalhas menores travadas na Itália, no século XIII, cansados dos confrontos entre guelfos e gibelinos, a batalha de Desio, foi, no entanto, a conclusão sangrenta de uma história política que bem resume e exemplifica a crise de um sistema democrático e sua degeneração autocrática, nas mãos de um pequeno grupo de figuras políticas, a partir de estreitos interesses partidários com laços familiares cada vez mais ligadas à vida política de um Estado, de modo a transformá-lo em um verdadeiro "senhorio".